# Melodisten
Die Melodisten waren ein deutsches Vokalensemble der 1930er Jahre. Sie profitierten von den Erfolgen der Comedian Harmonists, indem sie deren Gesangsstil und auch teilweise Lieder übernahmen.

## 1934–1935
Mit der Auflösung der Fidelios (vorher Harmony Boys) gründeten sich aus den Mitgliedern und weiteren Sängern die Humoresk Melodios und die Melodisten:
- Werner Doege (Piano)
- Wolfgang Schmidt (Tenor)
- Wolfgang Leuschner (Tenor)
- Gerhard Ulrich (Bariton)
- Hans von Bachmayr-Heyda (Bass)

Diese Melodisten bestanden bis 1935, danach wurde der Name bis Ende 1937 nicht verwendet.

## 1937
Mit der Auflösung der Spree Revellers im Oktober 1937 benötigten die Mitglieder einen neuen Namen für ihr Ensemble, das zu diesem Zeitpunkt aus
- Werner Doege (Piano)
- Friedrich Mietzner (Bariton)
- Bernhard Wehlan (Bass)
- Georg Liedtke (Tenor) und
- Walter Elsner (Tenor) bestand.

Werner Doege stellte den Namen seiner alten Gruppe Melodisten zur Verfügung.

## 1938
Nach einer Tournee durch ganz Deutschland traten die Melodisten Anfang 1938 wieder vielfach im Radio und im Fernsehen auf. Am 19. Februar hatte die Revue „Ki sua heli“ in der Deutschlandhalle Premiere, die mit dem ersten Hallenflug (Hanna Reitsch) der Welt eine große Sensation landete. Nach den Erfolgen der Gruppe mussten im Juli 1938 die beiden Tenöre ersetzt werden.
- Werner Doege (Piano)
- Friedrich Mietzner (Bariton)
- Bernhard Wehlan (Bass)
- Fritz Döpke (Tenor)
- Werner Preuß (Tenor)

Für eine KdF-Tournee von September bis November 1938 studierte die neue Besetzung ein abendfüllendes Konzertprogramm ein, das vom Publikum begeistert aufgenommen wurde.

## 1939
Nach den Aufführungen der Revue „Ein Kuß reist um die Welt“ in der Deutschlandhalle verließ Werner Doege die Melodisten, um sich seiner Diplomarbeit widmen zu können. Gerd Elstermann kam als Pianist neu ins Ensemble – Herbert Imlau kehrte nach der Auflösung des Meistersextetts zurück (für ihn musste Fritz Döpke weichen).
- Gerd Elstermann (Piano)
- Friedrich Mietzner (Bariton)
- Bernhard Wehlan (Bass)
- Herbert Imlau (Tenor)
- Werner Preuß (Tenor)

Noch einmal starteten die Melodisten eine Tournee, die sie u. a. nach Görlitz, Dresden und Breslau führte. Trotz der Anpassung der Liedauswahl an die Vorgaben der Reichsmusikkammer war das Ende der Gruppe nicht weiter hinauszuzögern.

## 1940
Am 30. Mai 1940 gaben die Melodisten in Neisse ihr letztes Konzert. Alle Mitglieder des Ensembles wurden zur Wehrmacht eingezogen.

## Schallplatten

Platten der Melodisten

- Der alte Cowboy/Das alte Spinnrad (Orchester Adalbert Lutter), Telefunken M6032
- Das alte Spinnrad/Abendglocken (Orchester Jack Alban/Adalbert Lutter), Telefunken M6029
- Ja, ja am Strande

## Filme
- Barbara, wo bist Du? [Kurzfilm] Komödie, Deutschland 1939; Regie: Milo Harbich; Darsteller: Annemarie Schäfer, Franz Arzdorf, Hermann Pfeiffer, Else Reval, Ernst Rotmund, Werner Stock, Berthold Ebbecke, Lothar Geist